# Milano-Torino 1925
La Milano-Torino 1925, diciottesima edizione della corsa, si svolse il 19 aprile 1925 su un percorso di 286 km. La vittoria fu appannaggio dell'italiano Adriano Zanaga, che completò il percorso in 9h45'20", precedendo i connazionali Domenico Piemontesi e Giuseppe Pancera.

## Ordine d'arrivo (Top 10)
| Pos. | Corridore           | Squadra           | Tempo    |
| ---- | ------------------- | ----------------- | -------- |
| 1    | Adriano Zanaga      | Ideor             | 9h45'20" |
| 2    | Domenico Piemontesi | Ancora            | s.t.     |
| 3    | Giuseppe Pancera    | Aliprandi-Pirelli | s.t.     |
| 4    | Emilio Petiva       | -                 | s.t.     |
| 5    | Oreste Cignoli      | -                 | s.t.     |
| 6    | Angelo Gremo        | Météore-Wolber    | s.t.     |
| 7    | Federico Gay        | Opel              | s.t.     |
| 8    | Giuseppe Enrici     | Armor-Dunlop      | s.t.     |
| 9    | Gianbattista Gilli  | Olympia-Dunlop    | s.t.     |
| 10   | Modesto Bongiovanni | -                 | s.t.     |